# 徐勇 (企业家)
徐勇（1964年—），男，汉族，北京人，中国企业家，百度公司创始人之一。

## 生平
1982年就读北京大学生物系，1989年完成生物硕士学位后，获美国洛克菲勒基金会博士奖学金，赴美国留学。于得克萨斯州农工大学完成博士学位，随后任加州大学伯克利分校博士后。1999年底，携风险投资回国与好友李彦宏共同创建百度网络技术有限公司。2004年离开公司。
2006年在北京师范大学捐资设立振豫教育基金，首批捐资250万元人民币。基金主要包含三个内容：振豫助学金、振豫工作奖学金、河南十佳小学教师奖。
2020年2月，胡润富豪榜显示他有75亿元人民币财富。